# Majkop (sito archeologico)
Majkop è un sito archeologico in Adighezia, nella Russia meridionale.
Scavato da Nikolaj Veselovskij nel 1897 vicino alla città omonima, è l'eponimo della cultura Majkop dell'antica età del bronzo nel Caucaso settentrionale. Risalente al III millennio a.C., il kurgan aveva un'altezza di quasi 10 m e una circonferenza di circa 200 m. e rivelava due sepolture, di cui la centrale con ricchi oggetti, incluse anche statuette in oro e argento.